# Diretiva Seveso
A directiva 96/82/CE, conhecida como directiva Seveso, é uma directiva europeia que impõe os Estados-Membros da União Europeia de identificar as zonas industriais apresentando riscos de acidentes graves. A directiva, instituída no dia 1 de Junho de 1982, foi modificada no dia 24 de Dezembro de 1996 e alterada pela directiva 2003/105/CE do  dia 16 de Dezembro de 2003.

Esta directiva foi designada assim após a catástrofe de Seveso que ocorreu em Itália em  1976 e que incitou a Comunidade Europeia se dotar de uma política comum em matéria de prevenção e de controlo dos riscos de acidentes industriais graves.
A directiva 2012/18/UE do dia 4 de Julho de 2012, conhecida como a directiva "Seveso III", foi publicada no dia 24 de Julho de 2012 no Jornal Oficial da União Europeia. Entrou em vigor no dia 1 de Junho de 2015, ela substitui a directiva 96/82/CE ou "Seveso II" que envolve cerca  de 10 000 estabelecimentos na União Europeia.